# Rachael Tate
Rachael Tate (25 de abril de 1982) es una editora de sonido británica  de la industria cinematográfica. Fue nominada a un Oscar y ganó un premio BAFTA al mejor sonido por su trabajo en la película 1917 de 2019.

## Trayectoria
Es editora de sonido, supervisora y entre sus créditos se incluyen 'Thirteen Lives', 'The Outfit' y 'Empire of Light'. Comenzó como grabadora de ADR en los estudios De Lane Lea de Londresantes de pasar a editar diálogos y ADR para largometrajes como The Martian, Alien: Covenant y Jason Bourne. Tate ganó un premio BAFTA por su trabajo en 1917, por el que también recibió una nominación al Oscar y un MPSE Golden Reel al mejor diálogo y ADR en un largometraje.
Rachael es partidaria de Primetime, una plataforma de visibilidad aprobada que hace campaña por la igualdad de género en todos los departamentos de la industria del entretenimiento.

## Reconocimientos

### Premios de la Academia
- 2020 : 1917 (Premio de la Academia a la mejor edición de sonido) - Nominada[7]

### Premios BAFTA
- 2020: 1917 (Premio BAFTA al Mejor Sonido) - Ganadora[4]

### Editores de sonido de películas - Golden Reel Awards
- 2024: Napoleon ( Mejor Diálogo y ADR en un Largometraje ) - Nominada[11]
- 2023: Empire of Light ( Mejor diálogo y ADR en un largometraje ) - Nominada[12]
- 2022: No Time to Die ( Mejor diálogo y ADR en un largometraje ) - Nominada[13]
- 2021: News of the World ( Mejor diálogo y ADR en un largometraje ) - Nominada[14]
- 2020: 1917 ( Mejor diálogo y ADR en un largometraje ) - Ganadora[9]
- 2020: Battle at Big Rock (Logro destacado en edición de sonido: efectos de sonido, Foley, música, diálogos y ADR para medios de transmisión de acción en vivo de menos de 35 minutos) - Nominada
- 2016: The Martian (Mejor diálogo y ADR en un largometraje) - Nominada

### Premios AMPS
- 2021: News of the World (Mejor sonido para largometraje) - Nominada[15]
- 2020: 1917 (Excelencia en sonido para largometraje) - Ganadora[16]

### Premios de la ISFMF
- 2020: 1917 (Mejor edición de sonido) - Ganador [17]

### Premios MCFCA
- 2020: 1917 (Mejor sonido) - Ganador [18]

### Premios ACCA
- 2019: 1917 (Mejor sonido) - Ganador [19]